# シリル・ネヴィル
シリル・ネヴィル (Cyril Neville, 1948年10月10日 - ) は、米国ルイジアナ州ニューオーリンズ出身のパーカショニスト、シンガー。ニューオーリンズR&Bの代表的なグループ、ネヴィル・ブラザーズでの活動で知られる。
ソロ・アーティストとしては、アップタウン・オールスターズなどのバンドを率いて活動。レゲエなどワールドミュージック的な要素も取り入れた、より幅広い音楽性を展開している。

## 来歴
1948年、ネヴィル家6人兄弟の末っ子としてニューオーリンズに生まれる。兄のアート・ネヴィルは1950年代初頭からプロのミュージシャンとして活動しており、シリルは幼少期から彼のバンドを観て過ごした。
シリルのプロ・ミュージシャンとしての最初のギグは、1967年、アートの結成したアート・ネヴィル&ザ・サウンズのメンバーとしてのものだった。これはミーターズの原形となったバンドで、アーロン・ネヴィルも参加していたが、シリルとアーロンは脱退しサウンド・マシーンを結成した。
1970年、シリルはシングル"Gossip"でソロ・デビューをする。これはミーターズが所属していたレーベル、ジョーシーからのリリースで、バックを付けたのもミーターズであった。一方サウンド・マシーンは拠点をナッシュヴィル、ニューヨークと移し活動を続けるものの、成功を収めるには至らなかった。
1972年、シリルはミーターズのアルバム「Cabbage Alley」にゲスト参加する。1974年には、バンドの北米ツアーにも参加、翌年のアルバム「Fire on the Bayou」からは正式メンバーとして名を連ねている。
1977年、ミーターズが解散すると、シリルは他のネヴィル家の兄弟たちアート、アーロン、チャールズの3人とネヴィル・ブラザーズを結成した。この頃より、シリルはレゲエなどカリブ海の音楽に興味を示すようになっていった。
1983年、エンデンジャード・スピーシーズ・バンド（絶滅危惧種の意）を結成し活動を開始する。このバンド名は、黒人男性のミュージシャンは絶滅に瀕しているという彼の思いから命名されたものだった。その数年後には、別のユニットであるアップタウン・オールスターズを結成した。
1994年、アップタウン・オールスターズ名義で初のアルバム「The Fire This Time」をリリースする。
2005年、ハリケーン・カトリーナによってニューオーリンズ市内の自宅が大きな被害を受け、これを機にオースティンへ移住する。オースティンではアップタウン・オールスターズに変わる新バンド、トライブ13を結成し活動するようになった。
以前より政治的、社会的発言を積極的に行ってきたシリルだが、近年その言動は更に加速している。ニューオーリンズ市内のアフリカ系アメリカ人が多く住む地域（ロウワー・ナインス・ワードなど）に関し、カトリーナ被災後再開発計画が持ち上がったことに絡み、シリルはニューオーリンズで黒人を締め出す人種浄化が進んでいると批判、物議を醸した。また、オースティンに移住した理由について、既にニューオーリンズの音楽シーンが死んでしまっているから、などと発言、地元ミュージシャンや音楽ファンからも批判の声が挙がった。
2005年、ルイジアナ州湾岸の湿地帯保護を訴えるタブ・ベノワのオールスター・バンド、ヴォイス・オヴ・ウェットランズのアルバムに参加。このグループは他にジョージ・ポーターJr.、アンダース・オズボーン、ドクター・ジョンらが名を連ねている。同年、カトリーナ被災地のためのベネフィット・アルバム「Our New Orleans」にも参加し、カーティス・メイフィールドの"This Is My Country"のカバーを披露した。
2009年、久々のソロ作「Brand New Blues」をM.C.レコードよりリリースしている。メンバーにはアート・ネヴィルを始め、ヴォイス・オヴ・ウェットランズでも共演したベノワ、ジャンピン・ジョニー・サンソン、ウェイロン・シボドーなどが参加している。

## ディスコグラフィー
| 発表年 | アルバム名          | レーベル名         | 名義                |
| ------ | ------------------- | ------------------ | ------------------- |
| 1994年 | The Fire This Time  | Endangered Species | The Uptown Allstars |
| 1998年 | Soulo               | Endangered Species | Cyril Nevilleソロ   |
| 2000年 | New Orleans Cookin' | Endangered Species | Cyril Nevilleソロ   |
| 2003年 | For The Funk Of It  | Kongo Square       | The Uptown Allstars |
| 2007年 | The Healing Dance   | Jomar/Silk         | Tribe 13            |
| 2009年 | Brand New Blues     | M.C.               | Cyril Nevilleソロ   |
| 2014年 | Magic Honey         | Ruf Records        | Cyril Nevilleソロ   |